# روس نانو

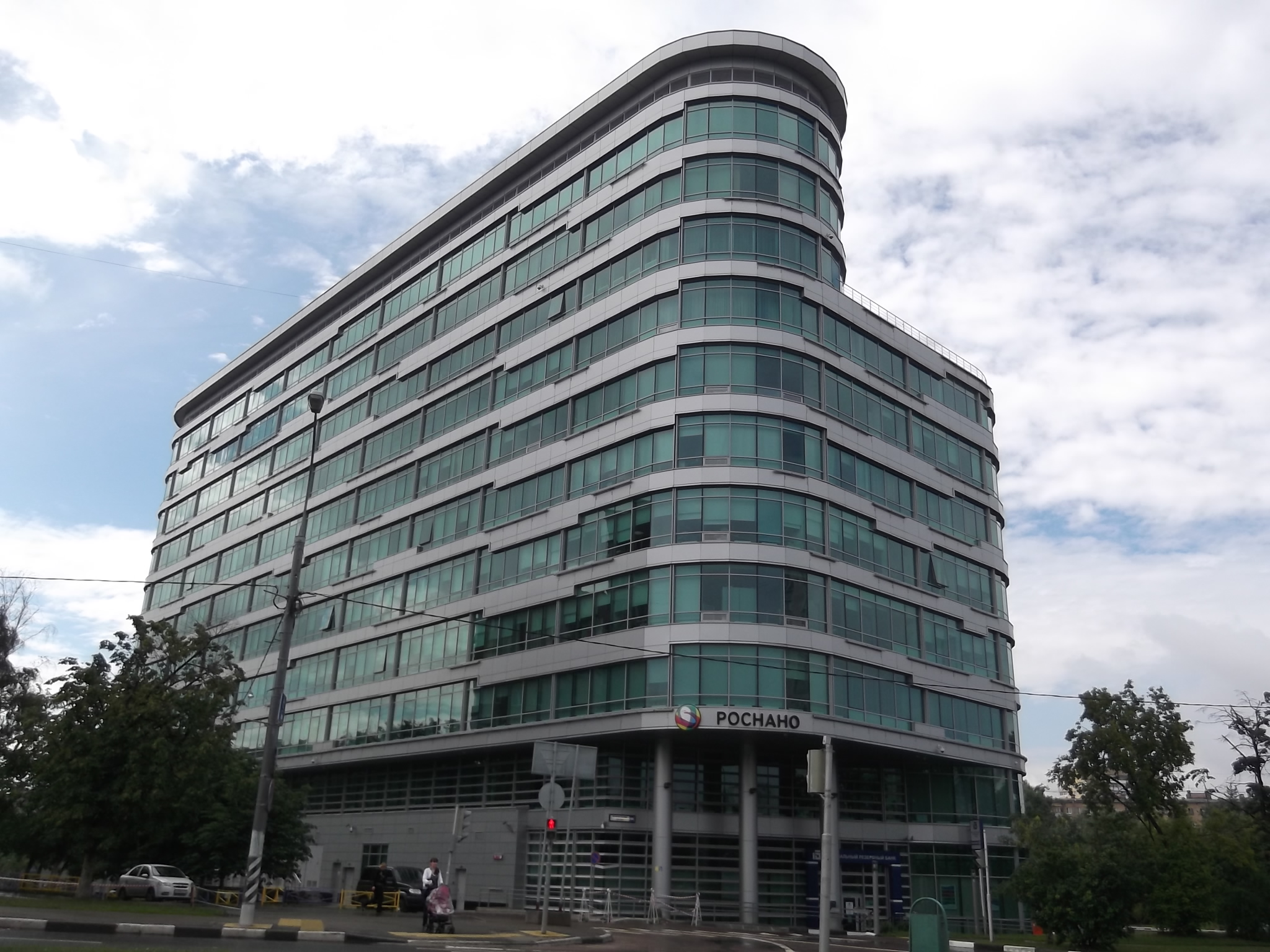
ساختمان روس نانو

گروه روس نانو (روسی: Роснано) یک مؤسسه توسعه نوآوری روسیه است که در قالب طرح ابتکاری ریاست جمهوری تحت عنوان «استراتژی توسعه صنعت فناوری نانو» ایجاد شده‌است. مأموریت گروه روس نانو ایجاد یک صنعت فناوری پیشرفته مبتنی بر فناوری نانو در روسیه است. این شرکت به‌طور مستقیم و از طریق بودجه غیرمستقیم در تمام زمینه‌های عمده دانش بنیان سرمایه‌گذاری می‌کند که فناوری نانو به‌طور گسترده‌ای اجرا می‌شود: الکترونیک، اپتیک، مخابرات، انرژی کلاسیک و تجدید پذیر، مراقبت‌های بهداشتی و بیوتکنولوژی، مواد و متالورژی، مهندسی و شیمی.